# 浅原拓真
浅原 拓真（あさはら たくま、1987年9月7日 - ）は、日本のラグビーユニオンの指導者、元選手。

## プロフィール
- ポジションはプロップ(PR)。
- 日本代表キャップは12。（2018年6月現在）
- サンウルブズのキャップは43（チーム歴代最多キャップ）
- ニックネームはバズ。

## 経歴
ラグビーは6歳から始めた。
中央市立田富中学校卒業後、甲府工業高校から法政大学へと入学。
大学では2年次からレギュラーで活躍。2008年に第62回東西学生対抗試合のメンバーに選出される。2009年度リーグ戦グループベスト15に選出される。
2010年、法政大学卒業後は東芝ブレイブルーパス(現・東芝ブレイブルーパス東京)に入団。同年12月25日に行われたジャパンラグビートップリーグ第12節の福岡サニックスブルース戦に途中出場で公式戦初出場を果たす。
2013年4月20日に行われた2013年アジア5カ国対抗フィリピン戦で日本代表初キャップを獲得した。
15-16年度トップリーグベスト15（PR3）に初選出される。
2016年2月にはサンウルブズに追加招集された。
2018年9月23日未明、東京・府中市で、飲食店での食事後に酒に酔って路上で寝てしまい、車にひかれて擦り傷など軽傷を負った。現場にいたチームメイトのリーチ・マイケル選手などが車を持ち上げ、救助された。
2019年、東芝ブレイブルーパスを退団した。日野レッドドルフィンズ入団。
2023年6月、浦安D-Rocksに加入。2024年5月退団。
2024-25シーズンから、浦安D-Rocksのアシスタントコーチに就任。

## 受賞歴
- 2015-16トップリーグベスト15